# Нижній Орлик

Церква св. Михаїла 1775,
зруйнована у 1944р.

Нижній Орлик або Нижній Верлих (словац. Nižný Orlík) — село в Словаччині, Свидницькому окрузі Пряшівського краю. Розташоване в північно-східній частині Словаччини в долині ріки Ондава.
Уперше згадується у 1357 році.

## Пам'ятки
У селі є православна церква святого Архангела Михаїла з 20 століття у візантійському стилі та греко-католицька церква блаженного ієромученика Василя Гопка з 2011 року. Під час II світової війни знищено дерев'яну церкву.

## Населення
| Рік:            | 1993 | 2003    | 2013     | 2023    |
| --------------- | ---- | ------- | -------- | ------- |
| Кількість осіб: | 231  | 253     | 301      | 318     |
| Різниця:        |      | +9,52 % | +18,97 % | +5,64 % |

| Рік:            | 2022 | 2023    |
| --------------- | ---- | ------- |
| Кількість осіб: | 313  | 318     |
| Різниця:        |      | +1,59 % |

В селі проживає 269 осіб.
Національний склад населення (за даними останнього перепису населення — 2001 року):
- словаки — 65%
- русини — 27,31%
- українці — 6,92%

Склад населення за приналежністю до релігії станом на 2001 рік:
- православні — 52,69%,
- греко-католики — 39,62%,
- римо-католики — 5%,
- не вважають себе віруючими або не належать до жодної вищезгаданої церкви- 2,69%

| Словаччина | Це незавершена стаття з географії Словаччини. Ви можете допомогти проєкту, виправивши або дописавши її. |

1. ↑  Ця сторінка має Властивість Вікіданих P910: категорія за темою сторінки із значенням "Category:Nižný Orlík", але не має назви українською мовою, яку треба додати за посиланням d:Special:SetLabelDescriptionAliases/Q10085575/uk.
Докладніше: Вікіпедія:Проєкт:Вікідані; Вікіпедія:Категоризація.
2. ↑  Hustota obyvateľstva - obce [om7014rr_obc=AREAS_SK, v_om7014rr_ukaz=Rozloha (Štvorcový meter)]. Statistical Office of the Slovak Republic. 28 березня 2024. Процитовано 8 лютого 2025.
3. ↑  Počet obyvateľov podľa pohlavia - obce (ročne) [om7101rr_obce=AREAS_SK]. Statistical Office of the Slovak Republic. 28 березня 2024. Процитовано 8 лютого 2025.
4. ↑  Останні вибори до органів місцевого врядування Словаччини відбулися 11 листопада 2018 року. Дані про голову місцевого уряду можуть бути неактуальними.
5. ↑  Nižný Orlík. ŠÚ SR: sodbtn.sk (словац.). // детальні статистичні дані
6. 1 2  Počet obyvateľov podľa pohlavia - obce (ročne) [om7101rr_obce=AREAS_SK]. Statistical Office of the Slovak Republic. 28 березня 2024. Процитовано 8 лютого 2025.